# 瓦博埃区
瓦博埃區（英語：Uaboe District）是太平洋島國諾魯的一個行政區，位於該島的西部。平均海拔35公尺（最高海拔50米）。瓦博埃區是屬於Ubenide選舉區。

## 最早的村落
- Amet
- Bwidin
- Edet
- Imwenom
- Mweoen
- Uaboe